# Umeå városi templom
Az Umeå városi templom (svédül: Umeå stads kyrka) Umeå központjában helyezkedik el, a belvárosi park, Vänortsparken és az Ume folyó északi partja között. 1894-ben avatták fel.
Fredrik Olaus Lindström városépítő mérnök tervei alapján 1892 és 1894 között téglából épült kő alapra. Ezen a helyen ez már a harmadik templom. Háromszor újították fel és egészítették ki, így kissé megváltozott a kinézete az eredetihez képest.

## Története

### Első felújítás

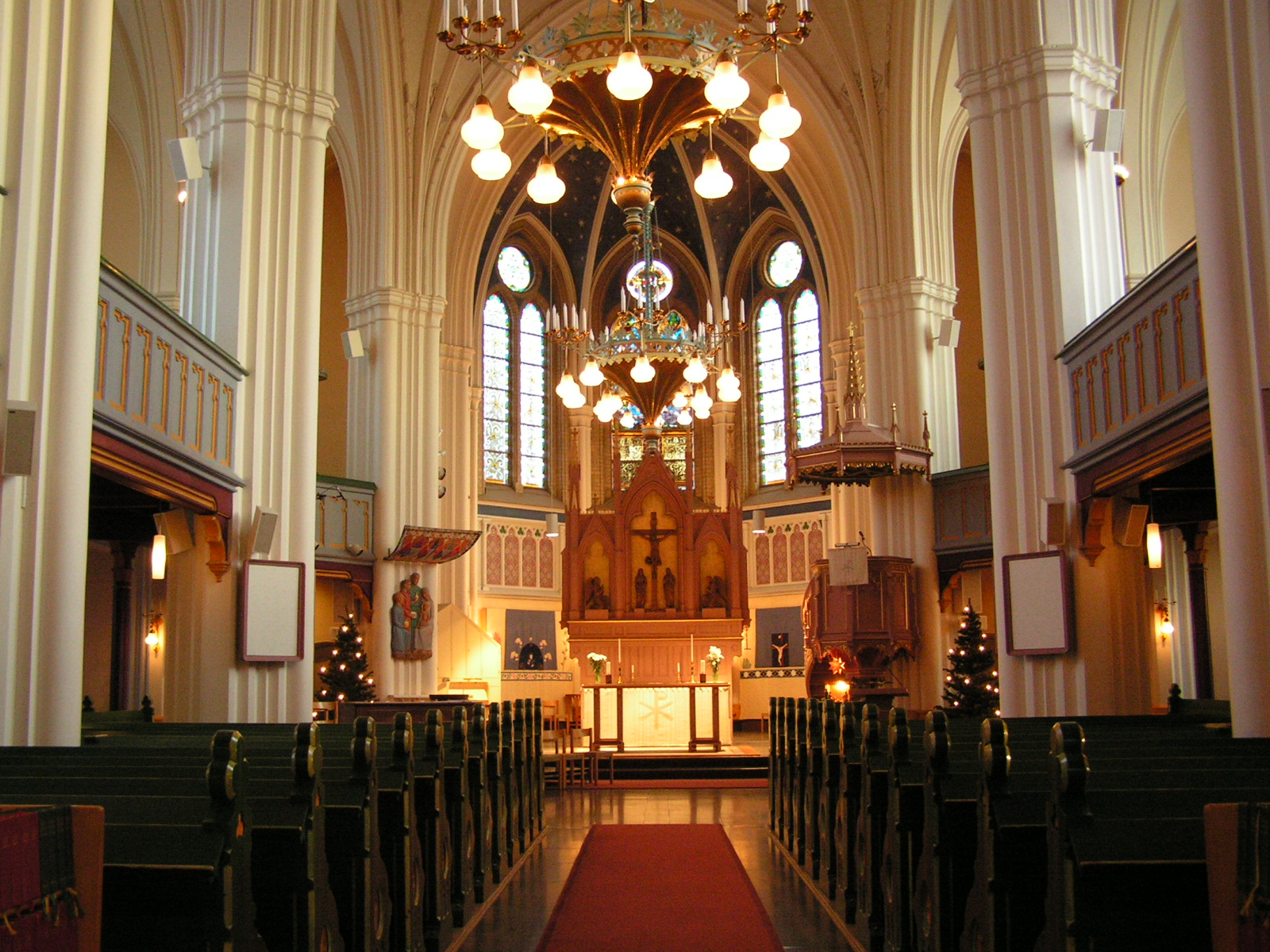
A templom belülről

1929-ben a templomi tanács úgy döntött, hogy nagyobb helyreállítást végez a templomon. A tető beázása okozta mennyezeti festmény sérülése és más minőségromlások miatt jelentős restaurálásra volt szükség, de addig csak kisebb javítások történtek.
Ezenkívül el akarták távolítani a templom dekorálásának az 1890-es évekre jellemző építészeti stílusát, ami "a dekadens építészettörténet legrosszabb megnyilvánulása". Knut Nordenskjöld építész kapott megbízást, hogy a templom átvizsgálása után adjon javaslatokat a felújításra, amit ő 1930-ban fejezett be. A javaslatai számos vitát eredményeztek, különösen az, hogy a padok között egy folyosót alakítsanak ki. A templomi tanács 1935. december 27-én végül úgy döntött, hogy végre kell hajtani az építész javaslatát. Január 17-én elkezdődött a munka az épületen. Az orgona és a kórus karzata kibővült, a szellőzőcsatornákat áthelyezték, belső ajtókat adtak a főbejárathoz, a padló egy részét mészkő lapokra cserélték és a belső falakat lágy fehér színűre festették át. 1937 adventjének első vasárnapján szentelte újra a templomot Luleå egyházmegye akkori püspöke, Olof Bergqvist.

### Hídépítés
1971-ben döntés született arról, hogy megépítik a város harmadik hídját, meghosszabbítva az Östra Kyrkogatant (Keleti templom út) az Ume folyón keresztül. Az építkezés kezdetén egy temetőt fedeztek fel a templom mellett. A régészeti törvény értemében a munkálatokat 1972 nyaráig, a terület régészeti átvizsgálásáig felfüggesztették. A temető nem szerepelt sem térképeken, sem más nyilvántartásban, ezért eredeti határai ismeretlenek voltak. Az ásatások negyven koporsós sírt és mintegy hatvan csontvázat tártak fel. A legutolsó sírban egy olvasható névtábla mutatta, hogy ott Pehr Adam Stromberg kormányzó (1751–1838) és családja nyugszik. Mivel sírkövet egyáltalán nem találtak, azt feltételezik, hogy elpusztultak az 1887-es tűzben a temetkezési dokumentációval együtt. A maradványokat a vizsgálatuk után műanyag zsákba csomagolva a templomba vitték. A templomgondnok eltemette a zsákokat, de nem jegyezte fel a pontos helyszínt, majd nem sokkal később elhunyt.

## Fordítás
- Ez a szócikk részben vagy egészben  az   Umeå City Church című angol Wikipédia-szócikk ezen változatának fordításán alapul.  Az eredeti cikk szerkesztőit annak laptörténete sorolja fel. Ez a jelzés csupán a megfogalmazás eredetét és a szerzői jogokat jelzi, nem szolgál a cikkben szereplő információk forrásmegjelöléseként.